# 指定養育医療機関
指定養育医療機関（していよういくいりょうきかん）とは、未熟児養育医療給付制度を利用できる医療機関である。

## 未熟児養育医療制度
- 未熟児養育医療制度とは、低体重や早産（在胎週数37週未満）などで身体の発育が未熟なまま生まれたために入院養育が必要な乳児（０歳児）に対し、医療費を公費負担する制度である[1]。
- 対象となる乳児[2]
  1. 出生時体重が2，000グラム以下の乳児
  2. 1．以外の乳児で、生活力が特に弱く、下記の症状のいずれかを呈している
    - 痙攣、運動異常
    - 体温が摂氏34度以下
    - 強いチアノーゼなど呼吸器、循環器の異常
    - くり返す嘔吐など消化器の異常
    - 強い黄疸

## 自治体による異なる点
- 所得制限 - 制度の利用に所得制限を設けている自治体があり、親の所得が一定の基準以上であれば制度利用の対象外となる場合がある[3]。
- 一部自己負担の有無 - 患者の少額自己負担がある場合もある[3]。
  - 全額助成 - 患者自己負担なし
  - 一部助成 - 患者の少額一部自己負担が生じる。一部自己負担が発生する場合も、自己負担分は乳幼児（子ども）医療費助成の対象となる。

## 指定養育医療機関の役割・機能
- 未熟児養育医療制度を受けるため、市区町村窓口に提出する「養育医療意見書」を交付する。
- 下記条件を有満たしていることが求められる[4]。
  - 産科又は小児科を標ぼうしていること
  - 独立した未熟児用の病室を有すること
  - 保育器、酸素吸入装置、その他未熟児養育医療に必要な器具を有すること
  - 未熟児養育に習熟した医師及び看護師を適当数有すること